# Rząśnik (Ostrów Mazowiecka)
Pour les articles homonymes, voir Rząśnik.
Rząśnik (prononciation : [ˈʐɔ̃ɕnik]) est un village polonais de la gmina de Stary Lubotyń dans le powiat d'Ostrów Mazowiecka de la voïvodie de Mazovie dans le centre-est de la Pologne.
Le village compte approximativement une population de 264 habitants.

## Histoire
Au cours de la Seconde Guerre mondiale, pendant l'été 1941, environ 2600 juifs des villages voisins y sont assassinés lors d'exécutions de masse perpétrées par un Einsatzgruppen.
De 1975 à 1998, le village appartenait administrativement à la voïvodie d'Ostrołęka.